# Georges Aeby (football)
Pour les articles homonymes, voir Georges Aeby et Aeby.
Georges Aeby (né le 21 septembre 1913 à Fribourg (Suisse) et mort le 15 décembre 1999) était un joueur de football international suisse, qui évoluait au poste de milieu de terrain.
Son frère jumeau, Paul Aeby, fut également un footballeur international.

## Biographie

### Joueur
En club, Georges joue durant sa carrière dans le club du championnat suisse du Servette Genève. Avec ce club, lors de la saison 1939-1940, il est le meilleur buteur du championnat de Suisse, avec 22 buts.

### International
En équipe nationale, il joue entre 1936 et 1946 avec l'équipe de Suisse. Il inscrit 13 buts en 39 matchs. En compétition internationale, il participe notamment à la coupe du monde 1938 en France, où la sélection parvient jusqu'en quart-de-finale.